# Moulins-Engilbert
Moulins-Engilbert è un comune francese di 1 678 abitanti situato nel dipartimento della Nièvre nella regione della Borgogna-Franca Contea.

## Società

### Evoluzione demografica
Abitanti censiti